# Star Wars: X-Wing
Star Wars: X-Wing (często nazywana w skrócie X-Wing) – gra komputerowa osadzona w świecie Gwiezdnych wojen, pierwszy z serii symulatorów kosmicznych wydanych przez LucasArts. 

## Fabuła
Gracz wciela się w rebelianckiego pilota myśliwskiego i bierze udział w potyczkach w okresie tuż przed zniszczeniem pierwszej Gwiazdy Śmierci. W podstawowej wersji gry występują trzy kampanie.

## Myśliwce
Gracz może zasiąść za sterami następujących maszyn:
- A-wing
- X-wing
- Y-wing

## Dodatki
Do gry wydane zostały dwa rozszerzenia:
- Imperial Pursuit
- B-Wing

Każdy z nich dodaje nową kampanię, zaś dodatek B-Wing dodatkowo możliwość pilotowania myśliwca B-wing.